# Бруньятеліт
Бруньятеліт (рос. бруньятеллит; англ. brugnatellite; нім. Brugnatellit m) — мінерал, водний гідроксилкарбонат магнію і заліза.

## Загальна характеристика
Хімічна формула: Mg6FeCO3(OH)13х4H2O. Містить (%): MgO — 43,63; Fe2О3 — 14,39; CO2 — 7,93; H2O — 34,05.
Сингонія тригональна і гексагональна. Масивні агрегати або пластинчасті кристали.
Твердість 2.
Густина 2,14.
Блиск перламутровий.
Колір м'ясисто-червоний до жовтого або світло-коричневого.
Риска біла. Прозорий.
Зустрічається у вигляді кірок і шкаралупок по тріщинам у серпентиніті. Асоціює з артинітом, гідромагнезитом, хризотилом, арагонітом, бруситом і піроауритом.